# Otto Kreyher

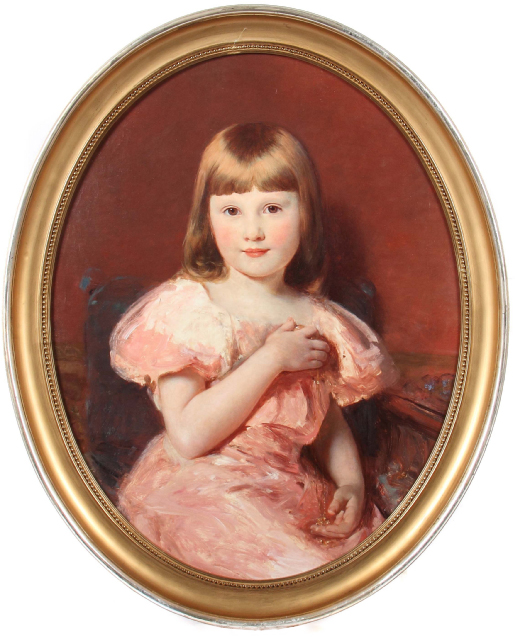
Mädchenbildnis 1894

Otto Kreyher (* 2. Juni 1836 in Landsberg an der Warthe; † 3. Mai 1905 in Breslau) war ein deutscher Maler.
Otto Kreyher begann sein Studium der Malerei bei seinem Vater. Seit 1850 studierte er Malerei in Breslau bei Heinrich König, danach seit 1853 an der Königlich Preußischen Akademie der Künste in Berlin beim Bühnenbildner Karl Wilhelm Gropius und wurde später sein Mitarbeiter.
Einige Jahre lang war er in Berlin als Zeichenlehrer tätig. Im Jahre 1859 ließ er sich in Breslau nieder und widmete sich vor allem der Porträtmalerei. Unter anderen schuf er 1867 das Porträt des Dichters Karl von Holtei.
Bis 1945 gehörten viele seiner Bilder zu den Sammlungen des Schlesischen Museums der Bildenden Künste in Breslau, nach dem Krieg kamen einige seiner Werke in andere Museen. Ein Bild „Verkäufer von Gipsfiguren“ kam 2007 als Stiftung von Carla Th Mueller anlässlich des 750-Jahre-Jubiläums der Stadt in das Muzeum Lubuskie in seiner Heimatstadt.